# Далтонгандж
Далтонгандж (англ. Daltonganj) — город в западной части индийского штата Джаркханд. Административный центр округа Паламу.

## География
Расположен примерно в 165 км к северо-западу от Ранчи и в 1036 км к юго-востоку от столицы страны, города Дели. Средняя высота над уровнем моря составляет 214 км. В 26 км от города находится национальный парк Бетла, известный своей популяцией тигров.
Самые жаркие месяцы — с апреля по июнь, когда средние максимумы изменяются от 38,5 до 40,9 °C. Наиболее низкие температуры отмечаются в декабре и январе, когда средние минимумы составляют от 9,4 до 8,6 °C. Годовая норма осадков — около 1205 мм, почти все они выпадают в период с июня по сентябрь.

## Население
По данным переписи 2001 года население города составляет 71 307 человек. Доля мужчин — 53 %, женщин — 47 %. Уровень грамотности — 76 % (81 % мужчин и 70 % женщин). Доля детей в возрасте до 6 лет — 13 %.

## Транспорт
Ближайший аэропорт находится в Ранчи. Имеется железнодорожное сообщение.

## Примечание
1. ↑  Daltenganj, India Page (англ.). Fallingrain Global Gazetteer. Дата обращения: 16 сентября 2013. Архивировано 26 октября 2012 года.